# Andrej Rovšek starejši
Andrej Rovšek, slovenski podobar, * 14. november 1836, Ljubljana, † 11. februar 1903, Gabrje pod Limbarsko Goro.
Stroke se je izučil v Škofji Loki. Med njegovimi deli po raznih cerkvah po Kranjskem so znani oltarji na Rovah in v Vranji Peči; izdeloval je tudi panjske končnice. Njegov sin A. Rovšek je bil prav tako podobar.